# Bombus morrisoni
Bombus morrisoni is een vliesvleugelig insect uit de familie bijen en hommels (Apidae). De wetenschappelijke naam van de soort is voor het eerst geldig gepubliceerd in 1878 door Cresson. De soort komt voor in het westen van de Verenigde Staten en het zuidwesten van Canada.